# 浩劫前夕
《浩劫前夕》是一款由Fntastic開發、 Mytona發行的多人生存恐怖射击游戏。遊戲以未來為背景，玩家需操控一個角色，在經歷世界末日的虛構城市「新財富城」中探索，由於這座城市已被喪屍佔領，玩家角色需要在城市中生存並撒離。該遊戲於2021年1月首次公開，並於2023年12月8日透過Windows平台上的Steam發布搶先體驗版。
在搶先體驗版發售不久後，遭到評論家和遊戲玩家的大量負面評價，原因包括技術問題頻現、人工智慧笨拙、遊戲內容空洞、缺乏近身战斗等。發售四天後，即12月12日，開發商Fntastic宣布不再為遊戲提供支持和更新，同時其由於財務失敗、缺乏資金支持、遊戲銷售表現不佳，決定終止營運，但遊戲的伺服器仍然運作。

## 背景
該遊戲以後世界末日的美國為背景，在經歷一場疫情大流行後，當前的世界已被喪屍所佔領。玩家角色在位於的虛構城市「新財富城」中醒來，然後前住據點與其他倖存者一起重建社會，途中需要面對被病毒感染的喪屍，以及與同為倖存者的其他玩家爭奪資源而進行對抗。

## 開發
《浩劫前夕》於2021年1月首次公開，透過預告片形式展示遊戲的基本機制和玩法。根據開發商Fntastic表示，該遊戲本劃在2022年6月發售，然而由於遊戲引擎計畫將虛幻引擎4轉換至虚幻引擎5的計劃，發售日期則延期至2023年3月1日。
2023年1月，《浩劫前夕》的Steam頁面被下架。Fntastic在1月25日表示，由於遊戲標題存在商標問題，因此宣布將發售日期進一步延期至2023年11月10日。該工作室的創始人後向IGN透露，他們在得知商標爭議之前就已經計劃好了延期，並將透過一支新的十分鐘遊戲玩法預告片宣布新的發售日期。並否認了遊戲是「騙局」的指控，表示得到了Mytona的支持下，遊戲依然定期受到進展評估，強調「我們沒有從人們那裡拿走一分錢：沒有眾籌、沒有預訂、沒有捐贈」。
2023年2月2日，由於有關遊戲狀態的猜測，Fntastic公開了10分鐘的實機演示影片。然而在不久後，與《浩劫前夕》有關的影片因為第三方商標投訴而從YouTube上移除。Fntastic則聲稱他們正受到一個名為「TheDayBefore」的數位日曆應用程序開發者的攻擊。2023年8月，有報導稱Mytona和Fntastic正在為遊戲的新標題《Dayworld》提交商標註冊。2023年11月，宣布該遊戲將於2023年12月7日在Steam發售搶先體驗版，Steam頁面將重新上線，並預定正式遊戲發行後，將同步登陸新世代家用主機平台。
2023年12月11日，Fntastic宣布工作室倒閉，理由是遊戲的財務表現不佳。當天晚些時候，《浩劫前夕》在Steam上下架。12月22日，Fntastic宣布游戏将于2024年1月22日停服。

## 發行及評價
| 媒体 | 得分 |
| ---- | ---- |
| IGN  | 1/10 |

《浩劫前夕》首次披露後，便成為Steam熱門願望清單榜首。然而在早期，便引起部分玩家擔憂小型獨立工作室Fntastic開發開放世界和多人遊戲的可行性。隨著遊戲屢次延期、市場營銷不透明和誤導、僅推廣額外項目、避免公開實際遊戲玩法、對錯誤的矛盾解釋下，玩家批評變得更多，包括將遊戲從Steam上下架的決定 。
隨著2023年新遊戲玩法預告片的發佈，原本計畫中顯示的機制減少，且在視覺上不如2021年的版本引人注目。2023年12月8日，《浩劫前夕》搶先體驗版在Steam上架後，則因大量的遊戲錯誤及技術問題，在平台上獲得「壓倒性負評」的評價。玩家主要批評遊戲缺乏近戰、人工智慧、世界規模以及技術問題。其他人則認為這款遊戲類似於撤離射擊遊戲，而不是像宣傳的那樣是一款大型多人線上遊戲。電子遊戲評論網站Eurogamer指出：「這遊戲的世界令人感到空虛和死氣沉沉，遊戲內的室外場景呈現得非常糟糕，一旦到了室外，就沒有甚麼可遊玩。即使遊戲的城市舞台毫無生機，卻使用過度的繪製距離，導致場景無法順暢過渡，頻繁出現物件或地形忽然彈出的情況，遊戲的幀率也極不穩定」， 並總結：「很明顯地，這是一款極其無趣的遊戲，它幾乎沒有任何內容，並且如Steam上的評論所表明，它並未達到工作室Fntastic所提出的期望。」該遊戲的玩家數量在發布兩天后下降75%，在發布四天後下降了90%。